# Chronik des Butön
| Tibetische Bezeichnung                     |
| ------------------------------------------ |
| Tibetische Schrift: བུ་སྟོན་ཆོས་འབྱུང            |
| Wylie-Transliteration: bu ston chos 'byung |
| Andere Schreibweisen: Butön Chöchung       |
| Chinesische Bezeichnung                    |
| Vereinfacht: 布顿佛教史                    |
| Pinyin:Budun Fojiao shi                    |

Die Chronik des Butön (tib. Bu-ston chos-'byung) ist eine Geschichte des Buddhismus in Indien, Nepal und Tibet von Butön Rinchen Drub (bu ston rin chen grub; 1290–1364) aus der Shalu-Schule des tibetischen Buddhismus.
Das Werk wurde im Jahr 1322 fertiggestellt. Es steht bei tibetischen und mongolischen Mönchsgelehrten bis heute in großer Achtung und ist eines der wichtigsten Quellenwerke zur Geschichte des tibetischen Buddhismus.
Von der 1608 erschienenen Geschichte des Buddhismus in Indien (rgya gar chos 'byung) von Taranatha (1575–1634) aus der Jonang-Schule unterscheidet sich das Werk durch seinen Aufbau. Es besteht aus drei Teilen. Die eigentliche Geschichtsdarstellung tritt darin vor einer systematischen Überprüfung aller Teilaspekte der buddhistischen Literatur zurück, soweit diese in Tibet zu Anfang des 14. Jahrhunderts erhalten war. Sie beginnt mit dem Leben des  Buddha Shakyamuni und endet mit den tibetischen Lotsawas und indischen Pandits, Lebensgeschichten von vielen buddhistischen Meistern des indischen Buddhismus und tibetischen Buddhismus aus Butöns eigener Zeit und der jüngeren Vergangenheit (12. und 13. Jahrhundert). Der eigentlichen Geschichte folgt ein systematischer Katalog der Werke, Autoren und Übersetzungen der ganzen in den Kanjur- und Tanjur-Sammlungen der alten Ausgabe des Narthang-Klosters enthaltenen Literatur. Butön war einer der Redaktoren dieser vollständigen Sammlung des Tibetischen buddhistischen Kanons. Der erste Teil des Werkes ist eine Synthese von allem, was direkt oder indirekt mit dem Buddhismus in Zusammenhang steht. Die ganze sakrale und profane Literatur wird in Perioden, Schulen und andere Themen unterteilt vorgestellt.
Das Werk wurde von Eugen Obermiller (1901–1935) ins Englische übersetzt.

## Ausgaben
- Lhasa-Holzdruck
- bu ston chos 'byung gsung rab rin po che'i mdzod. Beijing, Zhōngguó Zàngxué chūbǎnshè 中国藏学出版社, 1991 (tibetbook.com.cn)

### Übersetzungen

#### Englisch
- Obermiller, E.: The history of Buddhism (Chos ḥbyung) by Bu-ston. I The Jewellery of Scripture, II The history of Buddhism in India and Tibet. Harrassowitz 1931-2. Reprint 1986, New Delhi: Sri Satguru Publications.

#### Chinesisch
- Bùdūn dàshī 布敦大师: Fójiào dàbǎozàng lùn. 佛教大宝藏论. Beijing, Mínzú chūbǎnshè 民族出版社, 1986. (Übersetzer: Guō Héqīng 郭和卿).
- Budun fojiao shi 布顿佛教史